# .mh
.mhは国別コードトップレベルドメイン（ccTLD）の一つで、マーシャル諸島に割り当てられている。
.mhは1997年以降更新されていない。